# Óscar Asiain
Óscar Asiáin (Chihuahua, 21 de febrero de 1949 – 8 de marzo de 2017) fue un jugador de baloncesto mexicano. Compitió en los Juegos Olímpicos de México 1968.
Asiáin se graduó en la Universidad Autónoma de Chihuahua. Aparte de competir en los Juegos Olímpicos, también participó en los Juegos Panamericanos de 1967 y los de 1975.
Después de retirarse, ocupó en cargo de director del Instituto de Deporte de Chihuahua y fue introducido en el Salón de la Fama del Deporte Chihuahuense en 2000.
Asiaín murió en marzo de 2017 de cáncer a los 68 años.